# ゼフィランサス・ロブスタ

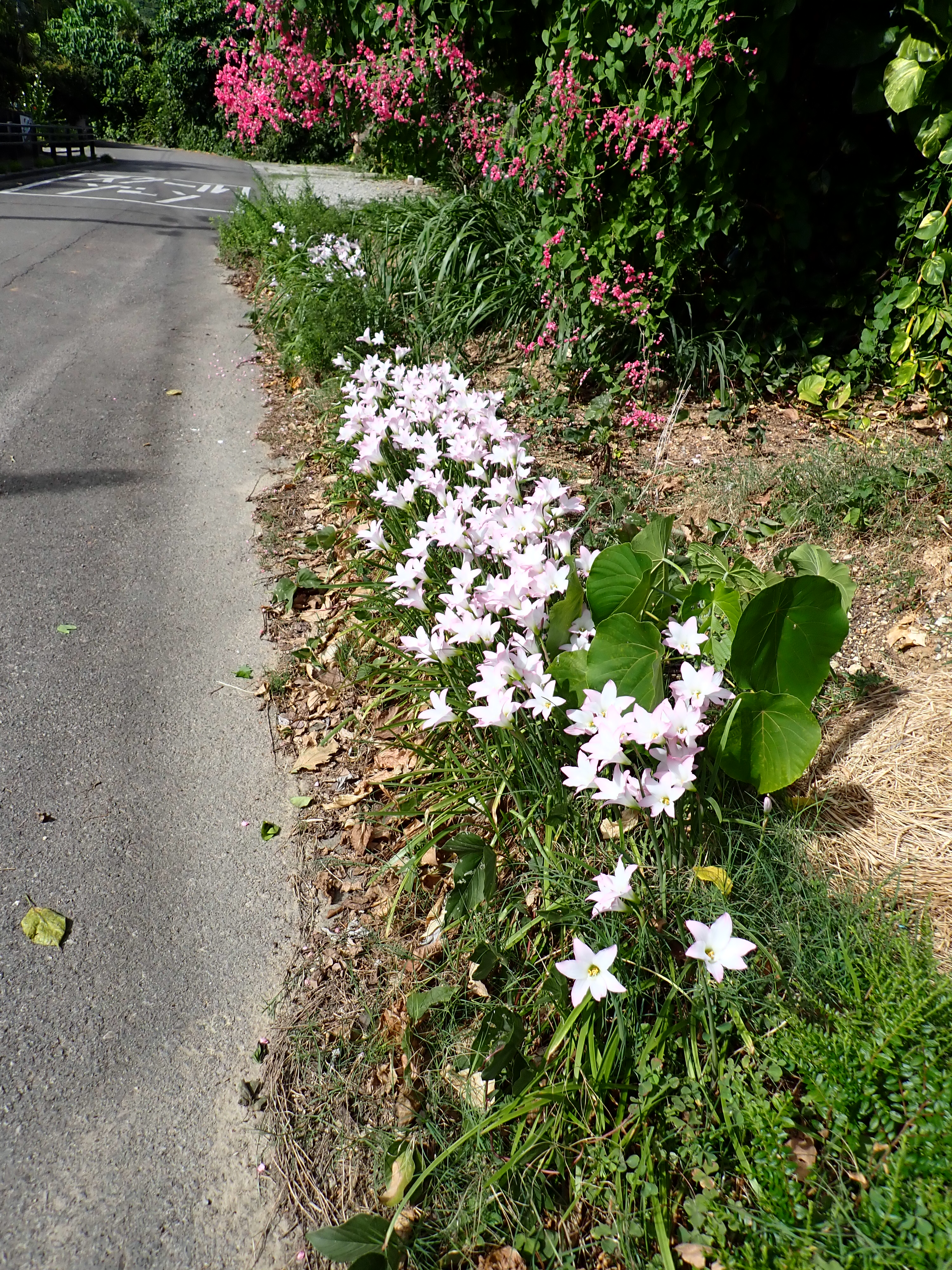
ゼフィランサス・ロブスタの植栽
（2024年7月 沖縄県石垣市）

ゼフィランサス・ロブスタ（学名：Zephyranthes robusta、旧名：ハブランサス・ロブスタスHabranthus robustus）はヒガンバナ科タマスダレ属の多年生草本。以前はハブランサス属Habranthusとされていたが、遺伝的に両属を区別する根拠が無いことが判明し、旧ハブランサス属をゼフィランサス（タマスダレ属Zephyranthes）へ含むよう2019年に変更された。本項でもこれらに従い、本種をタマスダレ属に含めて表記する。

## 特徴
細長い紐状の葉を広げ、斜め上向きに花茎を伸ばし、1個の花をつける。花色は白から桃色に変化する。花は開花後1–2日で萎れる。花が横～斜め上向きに咲き、雄しべは短く花弁にやや隠れる長さで、雌しべの先端は少し上向きになり、カブトムシの角状とも表現される点は、旧ハブランサス属の特徴とされていた。

## 分布と生育環境、利用
ブラジル・アルゼンチン・ウルグアイ原産で、観賞用として各地で栽培される。耐寒性は弱いが、種子をつけ、種子繁殖も可能。半日以上の日照があればよく育ち、夏から秋まで断続的に咲く。レインリリーの仲間とされる通り、降雨後の開花が多い。寒冷地では秋の霜で休眠するため、盛土するか掘り上げて春まで室内保存するとよい。繁殖は鱗茎の分球で容易に増える。種子を春に蒔くと年内に咲く。花壇や鉢植えとして利用される。植物体に含まれるリコリン等の有毒アルカロイドが、哺乳動物や昆虫類による摂食を妨げているが、カタツムリやナメクジ等による食害はみられる。